# Thakszin Csinavat
Thakszin Csinavat kiejtéseⓘ (thai nyelven: ทักษิณ ชินวัตร, IPA: [tʰáksǐn tɕʰinnawát], nyugaton gyakran: Thaksin Shinawatra) (Thaiföld, Csiangmaj, 1949. július 26. –) thai politikus, üzletember, 2001 és 2006 között Thaiföld miniszterelnöke. Katonai puccs után Európába menekült (2006), majd 2008-ban visszatért hazájába,.

## Élete

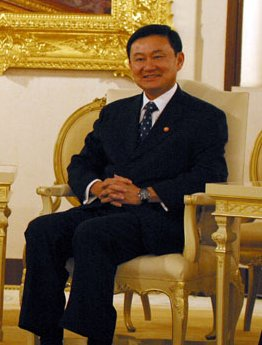

Európai száműzetése alatt Angliában megvette a Manchester City labdarúgócsapatot. Később Hongkongba települt át. Távollétében Thaiföldön korrupcióval vádolták meg, és nyilvánvalóvá vált, hogy amennyiben a hazatérés mellett dönt, azonnali letartóztatás és bírósági eljárás indul vele szemben.
2008. február 28-án tért vissza hazájába. Az igazságszolgáltatási eljárások lefolytatása után ügye bíróság elé került, ahol húszperces tárgyalás után minden vádpont alól felmentették. Elmondása szerint soha többé nem tér vissza a politikai életbe.
2008. szeptember 1-jén az ellene folyó vizsgálat és számlái zárolása miatt kénytelen volt eladni a futballklubot az egyesült arab emírségekbeli Abu Dhabi United Group befektetői csoportnak.
2009-ben felvette a montenegrói állampolgárságot is.